# Reloj resistente al agua

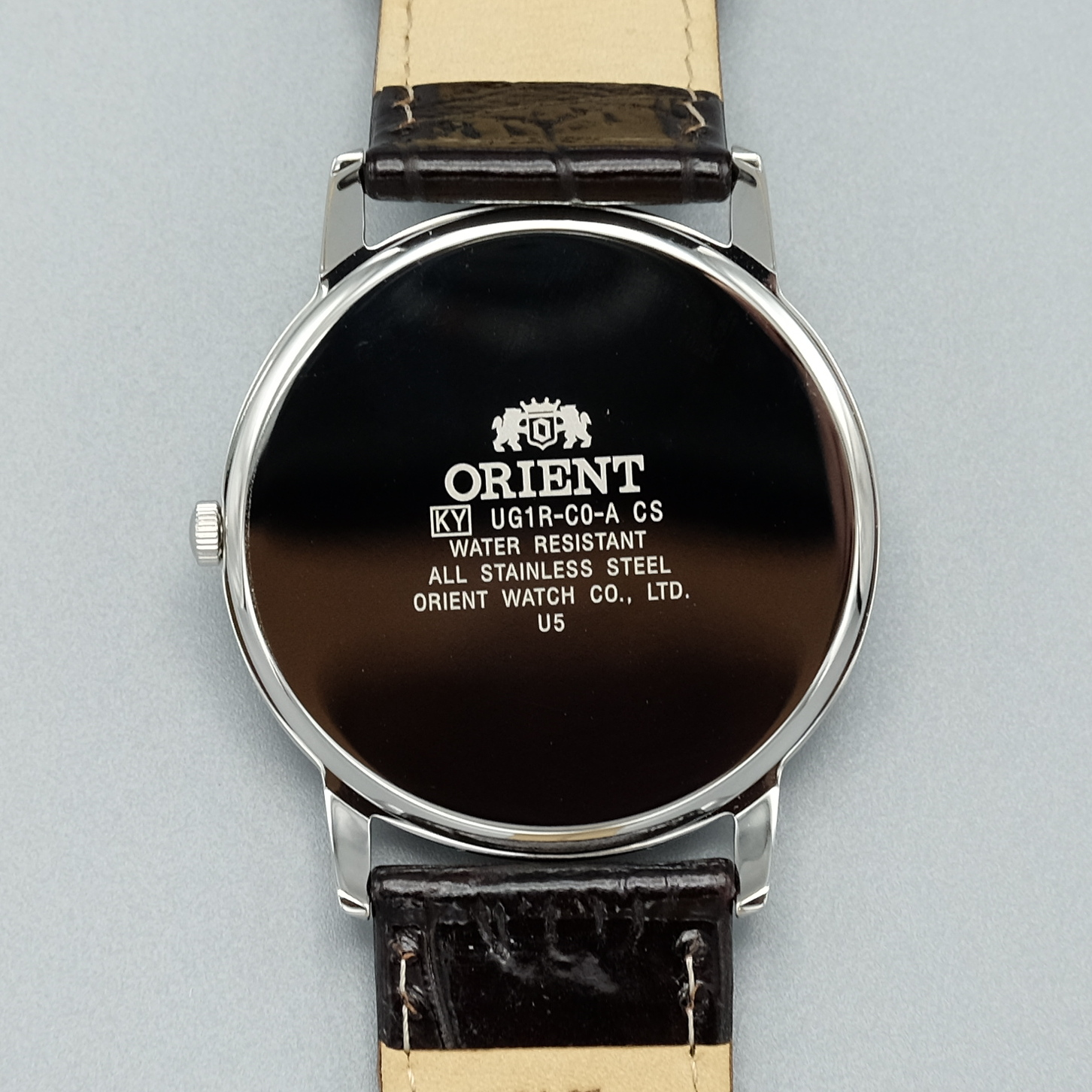
Marca WATER RESISTANT en la parte posterior de un reloj de pulsera Orient

Resistente al agua (Water Resistant en inglés) es un rótulo que se suele grabar en la parte posterior de los relojes de pulsera para indicar la profundidad a la que pueden sumergirse sin sufrir daños. Por lo general, se acompaña de una indicación de la presión de la prueba estática a la que se sometió una muestra de relojes recién fabricados para verificar su estanqueidad. La presión de prueba se puede indicar directamente en unidades de presión, como bares, atmósferas, o (más comúnmente) como una profundidad de agua equivalente en metros (en los Estados Unidos, a veces también en pies).
Una indicación de la presión de prueba en términos de profundidad de agua no significa que un reloj resistente al agua haya sido diseñado para un uso repetido a largo plazo en esas profundidades de agua. Por ejemplo, no se puede esperar que un reloj marcado como resistente al agua a 30 metros resista la actividad durante períodos de tiempo prolongados en una piscina, y mucho menos que continúe funcionando a 30 metros bajo el agua. Esto se debe a que la prueba se realiza solo una vez utilizando presión estática en una muestra de relojes recién fabricados. Como solo se prueba una pequeña muestra, existe la probabilidad de que un reloj individual no sea resistente al agua hasta la profundidad certificada o incluso que no lo sea en absoluto.
La prueba para calificar un reloj de buceo para llevar la palabra inglesa "diver's" en la esfera es para un uso repetido en una profundidad determinada e incluye márgenes de seguridad para tener en cuenta factores como el envejecimiento de las juntas, el efecto de las moléculas del agua de mar, la presión y la temperatura del agua que cambian rápidamente, así como las tensiones mecánicas dinámicas a las que se enfrenta un reloj. Todos los relojes con la insignia "diver's" deben pasar por una serie de pruebas altamente específicas diseñadas para simular esas tensiones, incluida la prueba de resistencia al agua continua hasta el 125% de la clasificación indicada (un reloj de "200 metros" debe ser sometido a una presión equivalente a 250 metros de profundidad en el agua y no mostrar signos de infiltración).

## Norma ISO 2281 para relojes resistentes al agua
La Organización Internacional de Normalización (ISO) emitió una norma para relojes resistentes al agua que prohíbe el uso del término "waterproof" (impermeable) en los relojes, y que muchos países han adoptado. Esta norma se introdujo en 1990 como ISO 2281:1990 y está diseñada únicamente para relojes destinados al uso diario normal y que son resistentes al agua durante ejercicios como la natación durante un período corto. Pueden utilizarse en condiciones en las que la presión y la temperatura del agua varíen; la norma industrial alemana DIN 8310 es una reglamentación equivalente. Sin embargo, independientemente de si llevan una indicación adicional de sobrepresión o no, no están destinados al buceo submarino.
La norma ISO 2281 especifica un procedimiento de prueba detallado para cada marca que define no solo las presiones, sino también la duración de la prueba, la temperatura del agua y otros parámetros. Además de esto, entran en juego las normas ISO 2859-2 "Planes de muestreo indexados por calidad límite (LQ) para la inspección de lotes aislados" e "ISO 2859-3 Procedimientos de muestreo para la inspección por atributos - Parte 3: Procedimientos de muestreo de lotes salteados" sobre los procedimientos relacionados con las pruebas de muestreo de lotes, ya que no todos los relojes deben probarse para obtener la aprobación ISO 2281.
La prueba de resistencia al agua ISO 2281 de un reloj consiste en:
- Resistencia cuando se sumerge en agua a una profundidad de 10 cm. Inmersión del reloj en 10 cm de agua durante 1 hora.
- Resistencia de las partes operativas. Inmersión del reloj en 10 cm de agua con una fuerza de 5 N perpendicular a la corona y a los pulsadores (si los hay) durante 10 minutos.
- Prueba de condensación. El reloj se colocará sobre una placa calentada a una temperatura entre 40 grados y 45 °C hasta que el reloj haya alcanzado la temperatura de la placa calentada (en la práctica, un tiempo de calentamiento de 10 a 20 minutos, dependiendo del tipo de reloj, será suficiente). Se colocará una gota de agua, a una temperatura entre 18 °C y 25 °C sobre el cristal del reloj. Después de aproximadamente 1 minuto, se debe limpiar el vidrio con un trapo seco. Se debe eliminar cualquier reloj que tenga condensación en la superficie interior del vidrio.
- Resistencia a diferentes temperaturas. Inmersión del reloj en 10 cm de agua a las siguientes temperaturas durante 5 minutos cada una, 40 °C, 20 °C y 40 °C nuevamente, con una transición entre temperaturas que no debe exceder 1 minuto. No se permite evidencia de infiltración de agua o condensación.
- Resistencia a la sobrepresión del agua. Inmersión del reloj en un recipiente a presión adecuado y sometiéndolo dentro de 1 minuto a la presión nominal durante 10 minutos, o a 2 bar en caso de que no se dé ninguna indicación adicional. Luego, la sobrepresión se reduce a la presión ambiente dentro de 1 minuto. No se permite evidencia de intrusión de agua o condensación.
- Resistencia a la sobrepresión del aire. Exponer el reloj a una sobrepresión de 2 bar. El reloj no debe mostrar un flujo de aire superior a 50 µg/min.
- No se requieren propiedades de resistencia antimagnética o antichoque.
- No se requiere prueba de presión negativa.
- No se requiere prueba de fijación de la correa.
- No se requiere prueba de corrosión.

Excepto la prueba de resistencia al choque térmico, todas las demás pruebas ISO 2281 deben realizarse a una temperatura de entre 18 °C y 25 °C.
La norma ISO 2281 define: 1 bar = 105 Pa = 105 N/m2.
Esta norma ha sido sustituida por la norma ISO 22810:2010, que cubre todas las actividades hasta una profundidad específica y aclara las ambigüedades con la norma anterior.
En la práctica, la capacidad de un reloj de no sufrir daños por efecto de la inmersión en agua dependerá no solo de la profundidad, sino también de la antigüedad del material de sellado, de los daños anteriores, de la temperatura y de las tensiones mecánicas adicionales.

## Norma ISO 6425 para relojes de buceo

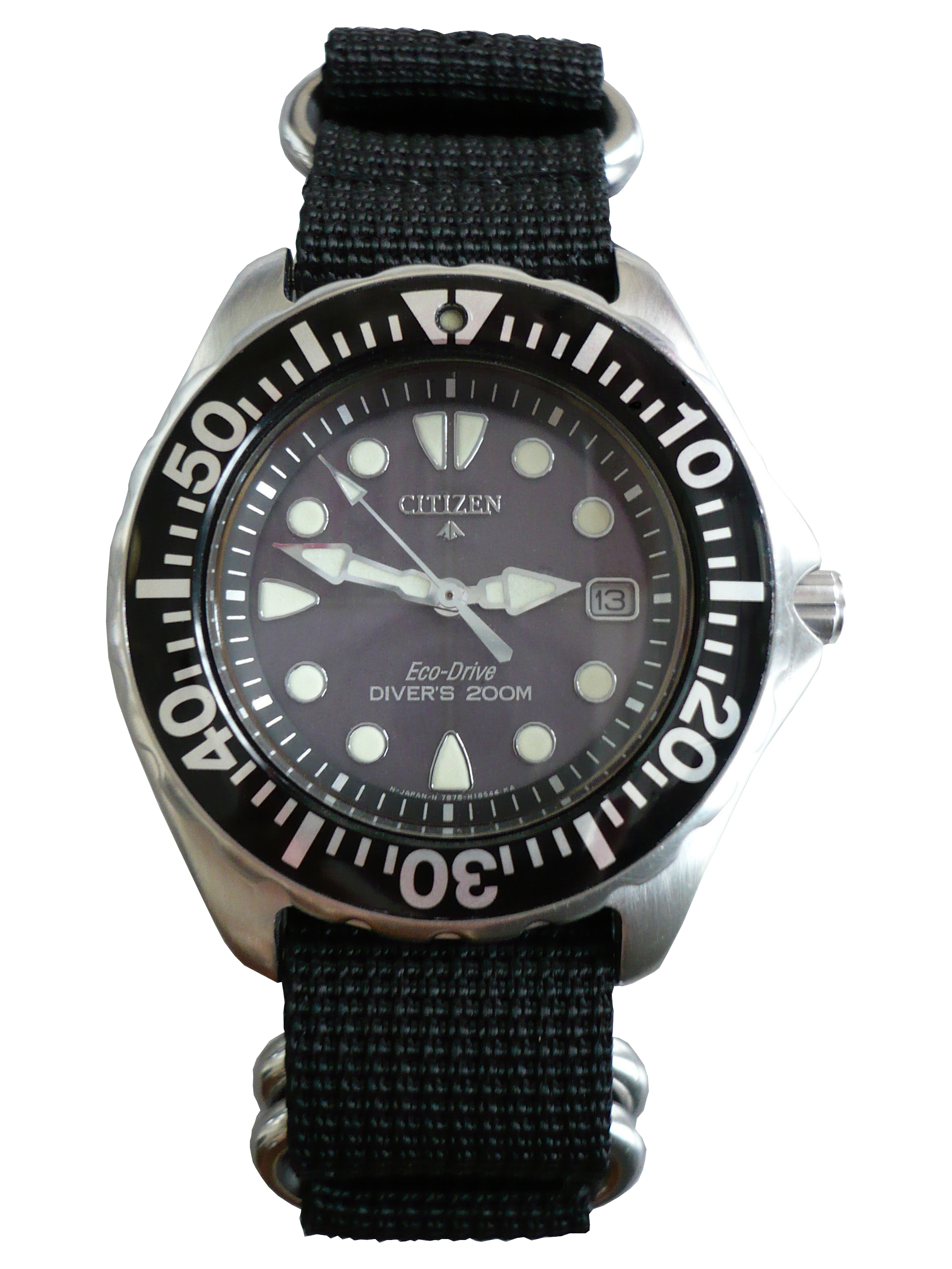
Reloj de buceo DIVER'S 200M que cumple con la norma ISO 6425

Las normas y características de los relojes de buceo están reguladas por la norma internacional ISO 6425 - Relojes de buceo. Esta norma se introdujo en 1996. La norma ISO 6425 define los relojes de buceo como: un reloj diseñado para soportar el buceo en agua a profundidades de al menos 100 m y que posee un sistema para controlar el tiempo. Los relojes de buceo se prueban en sometidos a una presión de agua estática y con el reloj estacionario bajo el 125 % de la presión nominal (de agua), por lo que un reloj con una clasificación de 200 metros será resistente al agua si está estacionario y sometido a una presión estática de 250 metros de agua. Las pruebas ISO 6425 de resistencia al agua o hermeticidad y resistencia a una sobrepresión de agua, tal como se define oficialmente, son fundamentalmente diferentes de los relojes que no son de buceo, porque deben probarse todos y cada uno de los relojes individualmente. La prueba de los relojes de buceo para el cumplimiento de la norma ISO 6425 es voluntaria e implica costos, por lo que no todos los fabricantes presentan sus relojes para la certificación de acuerdo con esta norma.
Las pruebas ISO 6425 de un reloj de buceo consisten en:
- Fiabilidad bajo el agua. Los relojes sometidos a prueba se sumergirán en agua a una profundidad de 30 ± 2 cm durante 50 horas a una temperatura de entre 18 y 25 °C y todos los mecanismos seguirán funcionando correctamente. La prueba de condensación se realizará antes y después de esta prueba para garantizar que el resultado esté relacionado con la prueba anterior.
- Prueba de condensación. El reloj se colocará sobre una placa calentada a una temperatura de entre 40 y 45 °C hasta que el reloj haya alcanzado la temperatura de la placa calentada (en la práctica, un tiempo de calentamiento de entre 10 y 20 minutos, según el tipo de reloj, será suficiente). Se colocará una gota de agua, a una temperatura de entre 18 y 25 °C, sobre el cristal del reloj. Después de aproximadamente 1 minuto, se limpiará el cristal con un trapo seco. Se eliminará cualquier reloj que tenga condensación en la superficie interior del cristal.
- Resistencia de las coronas y otros dispositivos de ajuste a una fuerza externa. Los relojes sometidos a prueba se someterán a una sobrepresión en el agua del 125 % de la presión nominal durante 10 minutos y a una fuerza externa de 5 N perpendicular a la corona y a los pulsadores (si los hay). La prueba de condensación se realizará antes y después de este ensayo para asegurar que el resultado esté relacionado con el ensayo anterior.
- Estanqueidad y resistencia a una sobrepresión de agua. Los relojes sometidos a prueba se sumergirán en agua contenida en un recipiente adecuado. Luego se aplicará una sobrepresión del 125 % de la presión nominal en el plazo de 1 minuto y se mantendrá durante 2 horas. Posteriormente, la sobrepresión se reducirá a 0,3 bar en el plazo de 1 minuto y se mantendrá a esta presión durante 1 hora. Luego, los relojes se sacarán del agua y se secarán con un trapo. No se permitirá evidencia de intrusión de agua o condensación.
- Resistencia al choque térmico. Inmersión del reloj en 30 ± 2 cm de agua a las siguientes temperaturas durante 10 minutos cada una: 40 °C, 5 °C y 40 °C nuevamente. El tiempo de transición de una inmersión a la otra no debe superar 1 minuto. No se permite evidencia de intrusión de agua o condensación.
- Una prueba opcional que se origina en las pruebas ISO 2281 (pero que no se requiere para obtener la aprobación ISO 6425) es exponer el reloj a una sobrepresión de 200 kPa. El reloj no debe mostrar un flujo de aire que supere los 50 µg/min.

Excepto la prueba de resistencia al choque térmico, todas las demás pruebas ISO 6425 deben realizarse a una temperatura de entre 18 y 25 °C. En cuanto a la presión, la norma ISO 6425 define: 1 bar = 105 Pa = 105 N/m2.
La presión de prueba requerida del 125 % proporciona un margen de seguridad contra eventos de aumento de presión dinámica, variaciones de densidad del agua (el agua de mar es entre un 2 % y un 5 % más densa que el agua dulce) y degradación de las juntas.
El aumento de presión dinámica inducido por el movimiento es a veces objeto de mitos urbanos y argumentos de venta para relojes de buceo con altas clasificaciones de resistencia al agua. Cuando un buceador realiza un movimiento de natación rápido de 10 m/s (32,8 pies/s) (los mejores nadadores con y sin aletas no mueven las manos ni nadan tan rápido,) la física dicta que el buceador genera una presión dinámica de 50 kPa o el equivalente a 5 metros de profundidad de agua adicional.
Además de los estándares de resistencia al agua hasta un mínimo de clasificación de profundidad de 100 metros (328,1 pies), la norma ISO 6425 también establece requisitos mínimos para los relojes mecánicos de buceo (los relojes de cuarzo y digitales tienen requisitos de legibilidad ligeramente diferentes), como:
- La presencia de un dispositivo de preselección de hora, por ejemplo, un bisel giratorio unidireccional o una pantalla digital. El reloj deberá estar protegido contra la rotación involuntaria o la manipulación incorrecta. Si se trata de un bisel giratorio, deberá tener una escala de minutos que llegue hasta 60 min. Las marcas en la esfera, si existen, deberán estar coordinadas con las del dispositivo de preselección y deberán ser claramente visibles. Si el dispositivo de preselección es una pantalla digital, deberá ser claramente visible.
- Los siguientes elementos del reloj deberán ser legibles a una distancia de 25 cm (9,8 plg) en la oscuridad:
  - Hora (el minutero deberá distinguirse claramente de la manecilla de la hora)
  - Hora fijada del dispositivo de preselección de hora
  - Indicación de que el reloj está funcionando (esto se indica generalmente mediante un segundero en funcionamiento con una punta o cola luminosa)
  - En el caso de relojes alimentados por batería, una indicación de fin de vida útil de la batería
- La presencia de una indicación de que el reloj está funcionando en total oscuridad. Esto se indica generalmente mediante un segundero en funcionamiento con una punta o cola luminosa.
- Resistencia magnética. Esta prueba se realiza mediante 3 exposiciones a un campo magnético de corriente continua de 4800 A/m. El reloj debe mantener su precisión en ±30 segundos/día, como se midió antes de la prueba, a pesar del campo magnético.
- Resistencia a impactos. Esta prueba se realiza mediante dos golpes (uno en el lado de las 9 en punto y otro en el cristal y perpendicular a la esfera). El golpe se aplica normalmente mediante un martillo de plástico duro montado como un péndulo, de modo que se aplica una cantidad medida de energía, específicamente, un martillo de 3 kg con una velocidad de impacto de 4,43 m/s. El cambio de velocidad permitido tras el impacto es de ±60 segundos/día.
- Resistencia al agua salada. Los relojes sometidos a prueba se colocarán en una solución de 30 g/L de sal común y se mantendrán allí durante 24 horas a una temperatura de entre 18 y 25 °C. Esta solución de agua de prueba tiene un salinidad comparable a la del agua de mar normal. Después de esta prueba, se examinará la caja y los accesorios para detectar posibles cambios. Se comprobará el correcto funcionamiento de las piezas móviles, en particular del bisel giratorio.
- Resistencia de los accesorios a una fuerza externa (solidez de la correa). Esto se prueba aplicando una fuerza de 200 N (45 lbf) a cada pasador (o punto de sujeción) en direcciones opuestas sin dañar el reloj o el punto de sujeción. La pulsera del reloj que se está probando debe estar cerrada.
- Marcado. Los relojes que cumplen con la norma ISO 6425 están marcados con la palabra DIVER'S WATCH xxx M o DIVER'S xxx M para distinguir los relojes de buceo de los relojes similares que no son adecuados para el buceo real. Las letras xxx se sustituyen por la profundidad de inmersión, en metros, garantizada por el fabricante.

### Relojes de buceo para inmersión con mezcla de gases

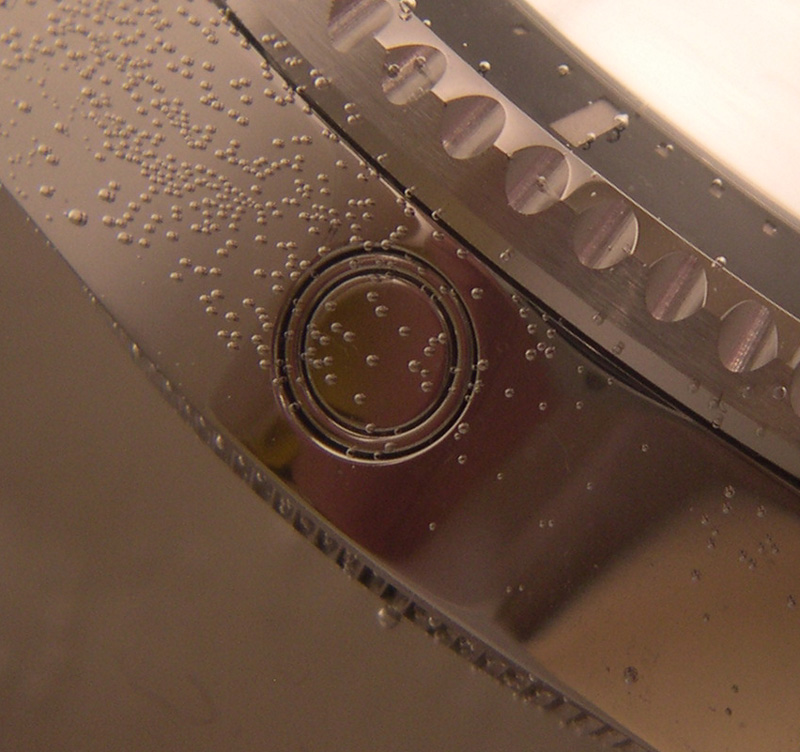
Válvula de liberación de helio integrada que libera gas respirable de la caja del reloj. Esta característica se encuentra en algunos relojes de buceo con mezcla de gases para evitar que el cristal se desprenda durante la descompresión

Las pruebas de relojes para buceo a gran profundidad y durante largos periodos de tiempo se realizan en una cámara de buceo en condiciones de saturación, de manera que pasan tiempo alternativamente en el agua y en un entorno presurizado, respirando una mezcla de gases. En este caso, el reloj está sometido a la presión de la mezcla de gases y su funcionamiento puede verse alterado. Por lo tanto, se recomienda someter el reloj a una prueba adicional especial.
La norma ISO 6425 define un reloj de buceo para buceo con mezcla de gases como un reloj que debe ser resistente durante el buceo en agua a una profundidad de al menos 100 m y que no se vea afectado por la sobrepresión de la mezcla de gases utilizada para respirar.
La norma ISO 6425 establece los siguientes requisitos adicionales específicos para la prueba de relojes de buceo para buceo con mezcla de gases:
- Prueba de funcionamiento con sobrepresión de gas. El reloj está sujeto a la sobrepresión del gas que realmente se utilizará, es decir, el 125 % de la presión nominal, durante 15 días. A continuación, se realizará una reducción rápida de la presión hasta la presión atmosférica en un tiempo no superior a 3 minutos. Después de esta prueba, el reloj funcionará correctamente. Un reloj electrónico funcionará normalmente durante y después de la prueba. Un reloj mecánico funcionará normalmente después de la prueba (la reserva de marcha normalmente es inferior a 15 días).
- Prueba por presión interna (simulación de descompresión). Se quita la corona junto con el vástago de cuerda y/o ajuste. En su lugar, se coloca una corona del mismo tipo con un orificio. A través de este orificio, se introduce la mezcla de gases que se utilizará realmente y se crea una sobrepresión de la presión nominal/20 bares en el interior del reloj durante un período de 10 horas. A continuación, realizar la prueba a la sobrepresión de agua nominal. En este caso, se deberá volver a colocar previamente la corona original con el vástago. Después de esta prueba, el reloj funcionará correctamente.
- Marcado. Los relojes utilizados para buceo con mezcla de gases que satisfacen los requisitos de la prueba están marcados con las palabras DIVER'S WATCH xxx M FOR MIXED-GAS DIVING ("RELOJ DE BUCEO xxx M PARA BUCEO CON MEZCLA DE GASES"). Las letras xxx se sustituyen por la profundidad de inmersión, en metros, garantizada por el fabricante. La composición de la mezcla de gases utilizada para la prueba se indicará en las instrucciones de funcionamiento que acompañan al reloj.

La mayoría de los fabricantes recomiendan a los buceadores que hagan que un centro de servicio y reparación autorizado compruebe la presión de su reloj de buceo anualmente o cada dos o tres años, y que sustituyan las juntas de sellado.

## Clasificación de resistencia al agua
Los relojes suelen clasificarse por el fabricante según su grado de resistencia al agua, que, debido a la ausencia de normas de clasificación oficiales, se traduce aproximadamente en lo siguiente (1 metro = 3,29 pies). Estas imprecisiones han sido reemplazadas desde entonces por la norma ISO 22810:2010, en la que "cualquier reloj en el mercado vendido como resistente al agua debe cumplir con la norma ISO 22810, independientemente de la marca".
| Clasificación de resistencia al agua          | Idoneidad | Observaciones |
| --------------------------------------------- | --- | --- |
| Resistente al agua hasta 3 atm o 30 m         | Apto para uso diario. Resistente a salpicaduras y lluvia. | No apto para ducharse, bañarse, nadar, hacer snorkel, realizar trabajos relacionados con el agua, pescar y bucear.                       |
| Resistente al agua hasta 5 atm o 50 m         | Apto para uso diario, ducharse, bañarse, nadar en aguas poco profundas, hacer snorkel, realizar trabajos relacionados con el agua y pescar. Resistente a salpicaduras y lluvia. | No apto para buceo. |
| Resistente al agua hasta 10 atm o 100 m       | Apto para practicar surf, natación, snorkel, vela y deportes acuáticos de forma recreativa.                                                                                     | No apto para buceo. |
| Resistente al agua hasta 20 atm o 200 m       | Apto para actividades marinas profesionales, deportes acuáticos de superficie serios y buceo de superficie.                                                                     | Apto para buceo de superficie. |
| Diver's 100 m                                 | Norma ISO mínima (ISO 6425) para buceo a profundidades no aptas para buceo de saturación.                                                                                       | Los relojes para buceadores de 100 m y 150 m son generalmente relojes más antiguos.                                                      |
| Diver's 200 m o 300 m                         | Adecuado para buceo a profundidades "no" aptas para el buceo de saturación. | Clasificaciones típicas de los relojes de buceo contemporáneos.                                                                          |
| Diver's 300+ m para buceo con mezcla de gases | Apto para buceo de saturación (entorno enriquecido con helio). | Los relojes diseñados para buceo con mezcla de gases tendrán la marca adicional DIVER'S WATCH xxx M FOR MIXED-GAS DIVING para indicarlo. |